# Jessica Malsiner
Jessica Malsiner (Vipiteno, 23 settembre 2002) è una saltatrice con gli sci italiana.

## Biografia
Originaria di Ortisei, è sorella minore di Manuela e Lara, a loro volta saltatrici con gli sci di livello internazionale.
Formatasi agonisticamente nelle file dello Sci Club Gardena, esordisce nei circuiti internazionali ai primi del 2016 nelle gare dell'Organisation der Alpenländer-Skiverbände (OPA) di Tarvisio e Villaco; negli anni seguenti prende parte con regolarità alle tappe di Alpen Cup. Nel 2018, ai mondiali giovanili di sci nordico di Kandersteg, si piazza 45^ nella gara individuale e decima nella gara a squadre, insieme alle compagne Alice Puntel, Martina Ambrosi e Lara Malsiner. A metà settembre 2018 si piazza 18^ nella tappa di Râșnov di FIS-Carpath-Cup.
Nel 2019 manifesta una tangibile crescita di rendimento: il 4 e 5 agosto centra le prime top-10 in Alpen Cup a Klingenthal, per poi vincere entrambe le gare di Pöhla; grazie al successivo terzo posto ottenuto a Bischofsgrün, Jessica Malsiner si aggiudica la classifica generale del circuito, precedendo le connazionali Annika Sieff e Daniela Dejori. Il successivo 13 dicembre, a Notodden, esordisce con una vittoria in Coppa Continentale. Alle Olimpiadi giovanili di Losanna 2020 si piazza nona nella gara individuale e vince il bronzo nella gara a squadre mista.
Nel febbraio 2020 fa il suo esordio in Coppa del Mondo, piazzandosi 54^ nelle qualificazioni alla tappa di Hinzenbach: grazie alla concomitante presenza in gara di Manuela Malsiner e Lara Malsiner, per la prima volta nella storia del salto con gli sci femminile, tre sorelle competono simultaneamente nel massimo circuito. Ai Mondiali di Oberstdorf 2021, sua prima presenza iridata, si è classificata 15ª nel trampolino normale; l'anno dopo ai XXIV Giochi olimpici invernali di Pechino 2022, suo esordio olimpico, si è piazzata 29ª nel trampolino normale, mentre ai Mondiali di Planica 2023 è stata 28ª nel trampolino normale, 29ª nel trampolino lungo e 9ª nella gara a squadre mista e a quelli di Trondheim 2025 si è classificata 37ª nel trampolino lungo e 6ª nella gara a squadre.

## Palmarès

### Coppa del Mondo
- Miglior piazzamento in classifica generale: 28ª nel 2021

### Coppa Continentale
- Miglior piazzamento in classifica generale: 14^ nel 2020
- 1 podio:
  - 1 vittoria

#### Coppa Continentale - vittorie
| Data             | Località | Nazione  | Trampolino          |
| ---------------- | -------- | -------- | ------------------- |
| 13 dicembre 2019 | Notodden | Norvegia | Tveitanbakken HS100 |

### Olimpiadi giovanili
- 1 medaglia:
  - 1 bronzo (gara a squadre mista a Losanna 2020)

### Alpen Cup
- Vincitrice della classifica generale nel 2020.

### FIS Cup
- Miglior piazzamento in classifica generale: 42^ nel 2019.